# Inspektor Północnej Grupy Szwadronów KOP
Inspektor Północnej Grupy Szwadronów KOP – stanowisko służbowe w dowództwie Korpusu Ochrony Pogranicza.
Inspektor Północnej Grupy Szwadronów KOP został powołany rozkazem L.dz. 3349/Tj./Og.Org. z 9 grudnia 1929 w celu zunifikowania systemu organizacyjno-szkoleniowego oddziałów kawalerii Korpusu Ochrony Pogranicza i wojska, a tym samym przygotowania ich do realizacji zadań przewidzianych na wypadek „R” - wojny z ZSRR. 23 grudnia 1929 na stanowisko inspektora został wyznaczony major Adam Radomyski, dotychczasowy zastępca dowódcy 15 pułku Ułanów Poznańskich.
Inspektorowi podporządkowano, wyłącznie pod względem wyszkolenia, dwanaście z dwudziestu istniejących szwadronów kawalerii, a mianowicie:
- szwadron kawalerii KOP „Budsław”,
- szwadron kawalerii KOP „Iwieniec”,
- szwadron kawalerii KOP „Łużki”,
- szwadron kawalerii KOP „Podświle”,
- szwadron kawalerii KOP „Krasne”,
- szwadron kawalerii KOP „Stołpce”,
- szwadron kawalerii KOP „Kleck”,
- szwadron kawalerii KOP „Hancewicze”,
- szwadron kawalerii KOP „Bystrzyce”,
- szwadron kawalerii KOP „Druja”,
- szwadron kawalerii KOP „Olkieniki”,
- szwadron kawalerii KOP „Nowe Święciany”[1].

W 1932 powołano Inspektora Środkowej Grupy Szwadronów KOP i dokonano zmian w dotychczasowym podziale szwadronów pomiędzy inspektorami grup szwadronów KOP (północnej i południowej). Od tego Inspektorowi Północnej Grupy Szwadronów KOP podlegały, pod względem wyszkolenia:
- szwadron kawalerii KOP „Budsław”,
- szwadron kawalerii KOP „Łużki”,
- szwadron kawalerii KOP „Podświle”,
- szwadron kawalerii KOP „Krasne”,
- szwadron kawalerii KOP „Druja”,
- szwadron kawalerii KOP „Olkieniki”,
- szwadron kawalerii KOP „Nowe Święciany”[3].

11 kwietnia 1933 podpułkownik Adam Radomyski został przeniesiony z KOP na stanowisko rejonowego inspektora koni w Gródku Jagiellońskim, a jego miejsce zajął podpułkownik Bohdan Stachlewski, dotychczasowy Inspektor Południowej Grupy Szwadronów KOP.
31 sierpnia 1935 podpułkownik Bohdan Stachlewski otrzymał przeniesienie do Komendy Straży Granicznej w Warszawie na stanowisko II zastępcy komendanta. 
W 1938 podpułkownika Władysława Mączewskiego na stanowisku inspektora zastąpił podpułkownik Feliks Kopeć.
Skład osobowy Inspektora Północnej Grupy Szwadronów KOP był jednostką funkcjonującą wyłącznie w czasie pokoju. Podczas mobilizacji był likwidowany.
23 marca 1939 „Druja”, „Łużki”, „Podświle”, „Budsław” zostały zmobilizowane, a trzy dni później przetransportowane w rejon Wielunia i włączone w skład ćwiczebnego pułku kawalerii KOP. Dowódcą pułku został podpułkownik Feliks Kopeć.
W skład ćwiczebnego pułku kawalerii KOP nie został wcielony Szwadron Kawalerii KOP „Olkieniki”, ponieważ był jednostką mobilizującą szwadron kawalerii dywizyjnej nr 44 dla 33 Dywizji Piechoty. W czerwcu 1939 zdecydowano, że Szwadron Kawalerii KOP „Nowe Święciany” będzie mobilizował szwadron kawalerii dywizyjnej dla 35 Dywizji Piechoty.
Na granicy z ZSRR pozostał Szwadron Kawalerii KOP „Krasne”.